# Lindaweni Fanetri
Lindaweni Fanetri (n. 18 gen 1990 a Jakarta) és una esportista d'Indonèsia que competeix en bàdminton en la categoria individual. Ella juga en un sol número femení. Fanetri és de PB. Suryanaga, un club de bàdminton de Surabaya, el mateix club que Sony Dwi Kuncoro, Alvent Yulianto i Ryan Agung Saputra.